# Mariä-Entschlafens-Kirche (Rozdziele)

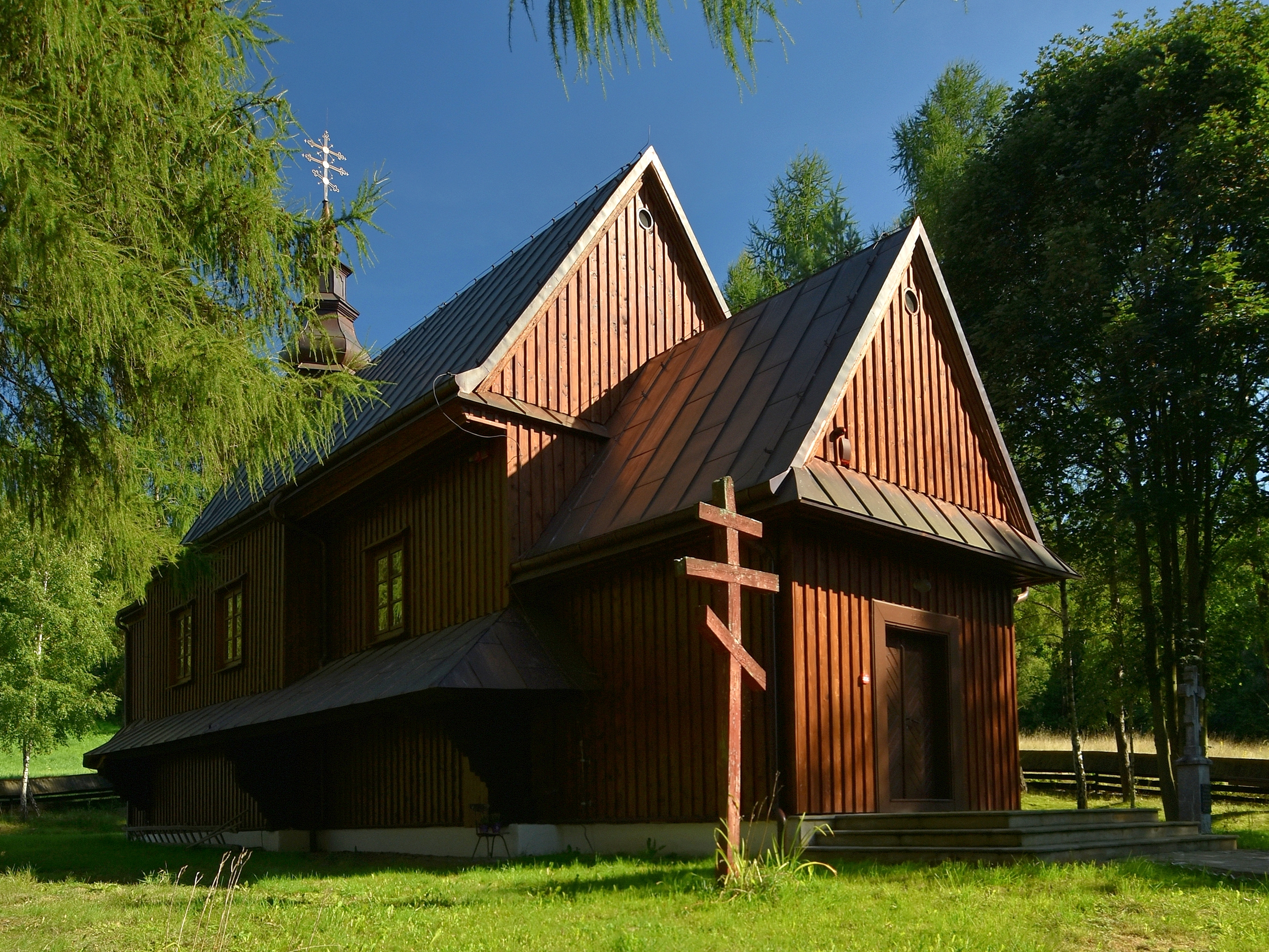
Mariä-Entschlafens-Kirche

Die Kirche des Entschlafens der Allerheiligsten Gottesgebärerin (polnisch Cerkiew Narodzenia Przenajświętszej Bogurodzicy) ist eine polnisch-orthodoxe Holzkirche in Rozdziele in Kleinpolen.

## Geschichte
1756 wurde eine Holzkirche für die ukrainische griechisch-katholische Kirchengemeinde in Serednica in der jetzigen Woiwodschaft Karpatenvorland erbaut.
1947 wurde die ukrainische Bevölkerung von dort vertrieben. Die Kirche wurde seitdem nicht mehr genutzt.
In den 1980er Jahren erwarb die polnisch-orthodoxe Gemeinde in Rozdziele das verfallende Gebäude und versetzte es in ihren Ort. Dort wurde die Kirche 1986 neu geweiht. Der Transport und der Neuaufbau wurden zu großen Teilen von emigrierten Lemken in den USA finanziert, ebenso der Neubau eines Glockenturms in den 1990er Jahren.

## Architektur und Ausstattung

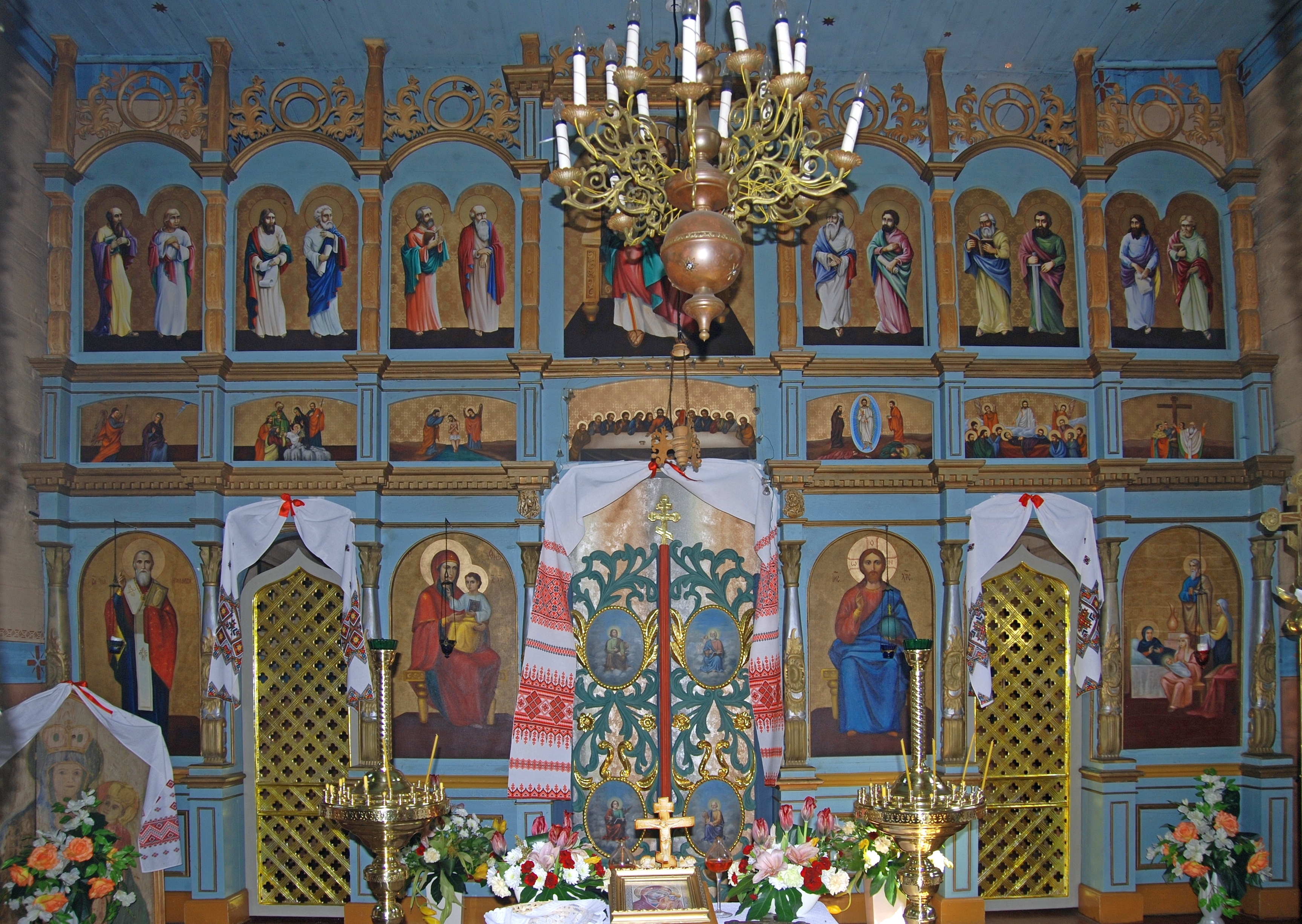
Ikonostase

Das Gebäude ist eine typische ukrainische dreiteilige Holzkirche im Baustil der Lemken. Über dem westlichen Vorraum befindet sich ein Turm.
Im Inneren steht die Ikonostase aus Serednica von etwa 1900. Die Ikonen darin sind Kopien, da die Originale während des Umbaus gestohlen wurden.
Neben der Kirche steht ein hölzerner Glockenturm von etwa 1995.